# Distrikt Sitacocha
Der Distrikt Sitacocha liegt in der Provinz Cajabamba in der Region Cajamarca in Nordwest-Peru. Der Distrikt wurde am 11. Februar 1855 gegründet. Er hat eine Fläche von 581 km². Beim Zensus 2017 wurden 8121 Einwohner gezählt. Im Jahr 1993 lag die Einwohnerzahl bei 8985, im Jahr 2007 bei 8717. Sitz der Distriktverwaltung ist die 2956 m hoch gelegene Ortschaft Lluchubamba mit 1896 Einwohnern (Stand 2017). Lluchubamba liegt knapp 15 km nordöstlich der Provinzhauptstadt Cajabamba.

## Geographische Lage
Der Distrikt Sitacocha liegt im Andenhochland östlich der peruanischen Westkordillere im Osten der Provinz Cajabamba. Er hat eine annähernd kreisförmige Gestalt mit einem Durchmesser von etwa 17 km. Der Río Marañón verläuft entlang der östlichen Distriktgrenze nach Norden. Dessen linke Nebenflüsse Río Chusgón und Río Crisnejas bilden die südöstliche bzw. die nördliche Distriktgrenze.
Der Distrikt Sitacocha grenzt im Südwesten an die Distrikte Cajabamba und Condebamba, im Nordwesten an die Distrikte Ichocán und José Manuel Quiroz (beide in der Provinz San Marcos), im Norden an den Distrikt José Sabogal (ebenfalls in der Provinz San Marcos), im Osten an die Distrikte Distrikt Bolívar und Bambamarca (beide in der Provinz Bolívar) sowie im Süden an die Distrikte Sartimbamba und Marcabal (beide in der Provinz Sánchez Carrión).

## Ortschaften im Distrikt
Neben dem Hauptort Lluchubamba gibt es folgende größere Ortschaften im Distrikt:
- Bellavista (232 Einwohner)
- Chillin (180 Einwohner)
- Cochapampa (230 Einwohner)
- Huacra (153 Einwohner)
- Huamborco (317 Einwohner)
- Jalcahuasi (283 Einwohner)
- Jocos (563 Einwohner)
- Marcamachay (152 Einwohner)
- Pidan (156 Einwohner)
- Pucarita (179 Einwohner)
- San Juan (245 Einwohner)
- San Martín (165 Einwohner)
- Santa Ana (234 Einwohner)
- Santa Rosa (767 Einwohner)
- Santa Rosa de Joco (232 Einwohner)
- Sitacocha (259 Einwohner)
- Suro Chico (151 Einwohner)
- Tingo Grande (160 Einwohner)